# Ömer Özyiğit
Ömer Özyiğit  (* 2. Februar 1949 in Ayvalık) ein türkischer Klassischer Archäologe.

## Veröffentlichungen (Auswahl)
- Phokaia I: Phokaia Kazıları Tarihi ile Foça Yarımadasını çeviren Kent Duvarları ve Restorasyonu. Ege Yayınları, Istanbul 2017, ISBN 978-605-9680-44-8
- Phokaia III: Arkaik Dönem Athena Tapınağı. Ege Yayınları, Istanbul 2020, ISBN 978-605-7673-38-1
- Phokaia IV: Athena Tapınağı Kazıları Işığında İon Mimarlığının Doğuşu. Ege Yayınları, Istanbul 2023, ISBN 978-625-8056-61-7